# キム・ジウォン
キム・ジウォン（朝: 김지원、1992年10月19日 - ）は、韓国の女優。ソウル特別市出身。東国大学演劇学部卒業。
身長164cm、血液型A型。

## 来歴
2007年、中学3年生時にスカウトされ、2008年からLION MEDIAに所属。2010年、BIGBANGとともに「ロリポップ」のCMに出演しデビュー。その後、清涼飲料水のCMで一躍有名になる。
2011年頃から女優活動を始め、ドラマ『ハイキック3 -短足の逆襲-』ではOSTにも参加し、「Over the rainbow」を歌った。
デビュー当時は歌手志望で、同じ事務所で歌手のユンナのバック・ボーカルやピアノとして"ジェシカK"の芸名で練習生生活を送っていた。 2012年、エイベックスエンターテイメントを通して日本で歌手デビューする計画だったが、実現しなかった。
2013年、ドラマ『相続者たち』のユ・ラヘル役で知名度を上げる。この作品でSBS演技大賞ニュースター賞を受賞する。
2014年からキングコングエンターテインメント（現・キングコング by STARSHIP）に移籍。
2016年、最高視聴率41.6%を記録したドラマ『太陽の末裔』でメインキャストの1人である軍医ユン・ミョンジュ役を演じ本格的に人気女優の仲間入りを果たし、数々の賞を受賞。このドラマ以降CM出演も急増した。
2017年、パク・ソジュンと共演した『サム、マイウェイ〜恋の一発逆転!〜』ではヒロインを務めコメディエンヌとしての才能を開花。
2020年、S.A.L.Tエンターテインメントに移籍。
2022年、S.A.L.Tエンターテインメントとの専属契約終了し、9月にHighZium studioに移籍した。
2024年、キム・スヒョンと夫婦役を演じ主演を務めた『涙の女王』が24.9%というtvN歴代最高視聴率を記録した。

## 出演

### ドラマ
主演作は太字
- ミセス・サイゴン（2008年、KNN） - ヘリョン 役
- ハイキック3 -短足の逆襲-（2011年、MBC） - キム・ジウォン 役
- What's up?（2011年、MBN） - パク・テイ 役
- 花ざかりの君たちへ For You Full Blossom（2012年、SBS） - ソル・ハンナ 役[17]
- 恋愛に期待して（2013年、KBS2） - チェ・セロム 役[18]
- 相続者たち（2013年、SBS） - ユ・ラヘル 役[19]
- 私が結婚する理由（2014年、KBS2） - キム・ジヨン 役
- ワン・サニーデイ（2014年、WEB）[20]
- カプトンイ（2014年、tvN） - マ・ジウル役[21]
- 身分を隠せ（2015年、tvN） - ミン・テヒ 役 ※カメオ出演
- 君を愛した時間、7000日（2015年、SBS） ※第2話に写真のみの出演
- 太陽の末裔（2016年、KBS2） - ユン・ミョンジュ 役[22]
- ロマンス アイルランド（2016年、中国午後TV） - ユナ 役
- サム、マイウェイ〜恋の一発逆転!〜（2017年、KBS2） - チェ・エラ 役[23]
- ミスター・サンシャイン（2018年、tvN） - キム・ヒジン 役 ※特別出演
- アスダル年代記（2019年、tvN） - タニャ 役[24]
- 都会の男女の恋愛法（2020年、kakaoTV）- イ・ウノ役[25]
- 私の解放日誌（2022年、JTBC）- ヨム・ミジョン 役
- 涙の女王（2024年、tvN） - ホン・ヘイン 役
- 美し女神（2024年）- キム・ナヨン 役

### 映画
- ロマンティック・ヘブン（2011年） - チェ・ミミ 役
- 怖い話（2012年） - キム・ジウォン 役
- 怖い話2（2013年） - サ・タンヒ 役[26]
- 朝鮮名探偵3（2018年） - ウォリョン 役[27]

### バラエティ
- 夜鬼（2018年、JTBC）[28]
- SBSテレビ芸能（2018年、SBS）[29]

### MC
- 2016 KBS演技大賞（2016年）[30][31]

### CM・広告
- LG Cyon「ロリポップ」（2010年） - with BIGBANG
- 東亜大塚「オランC」（2010年）
- クリーン&クリア（2010年） - with 少女時代ソヒョン、クリスタル
- サムスン（2010年）
- Tous Les Jours（2010年） - with ウォンビン
- CLRIDE.n（2010年） - with ソンジュン
- Hazzy's（2011年）
- S.T.L（2011年）- with キム・テウォン
- thyren（2012年）
- クラウン製菓（2013年）
- Dr.G（2014年）[32]
- Lonsdale（2015年） - with チ・チャンウク[33]
- 南陽乳業（2016年）
- CJ ONEカード（2016年）
- スターフィールド河南ユニオン・スクエア（2016年）
- カムツス（2016年）
- サムスン RAVENOVA（2016年）[34]
- IBCジュエリー（2016年）
- KT（2016年）
- 신한카드 FAN 클럽（2016年）
- キンバリー（2016年）
- アローゴールドD（2016年）
- オプティカル（2017年）
- ピングレ（2017年）
- アロドールドD（2017年）[35]
- ポールヒューマン（2017年）[36]
- J.ESTINA CO.Ltd（2017年）[37]
- 健康保険審査評価院（2017年）
- Kia Ray（2017年）
- MADIHEAL（2017年 - 2021年）- with ヒョンビン[38]
- MAKE HEAL マスクパック（2018年）- with チェ・ジウ[39]
- ベーシックハウス（2018年）
- ポストグラノーラ（2018年）
- キリン一番搾り（2018年）
- グッドベース（2019年）[40]
- KGC GoodBASE（2019年）
- 農心 辛ラーメン（2019年）[41]
- ロッテ七星飲料 チョウムチョロム (2024年)
- ハンファ損害保険 (2024年)
- JW中外製薬「フレンズ・アイドロップ」(2024年)

### ミュージック・ビデオ
- Younha「Gossip Boy」（2008年）
- ペク・スンヘン「Until the sun Rises」（2012年）

## イベント
- KIM JI WON 1ST FANMEETING BE MY ONE in JAPAN（2024年）

## 雑誌
- 「InStyle」2013年8月号[42]
- 「InStyle」2013年12月号[43]
- 「GRAZIA」4月1号(通巻第74号)[44]
- 「Singles」2016年5月号[45]
- 「bnt」2016年6月号[46]
- 「SURE」2016年7月号[47]
- 「COSMOPOLITAN」2018年2月号[48]
- 「GRAZIA」2018年9月号[49]
- 「BAZAAR」2019年6月号[50]
- 「Esquire」2021年4月号[51]

## 賞とノミネート

### 受賞
- 2013年「SBS演技大賞 新人賞」（『相続者たち』）[52]
- 2016年「KBS演技大賞 新人賞」（『太陽の末裔』）[53]
- 2016年「KBS演技大賞 ベストカップル賞」（『太陽の末裔』）
- 2016年「KBS演技大賞 ミニシリーズ部門女性最優秀演技賞」（『太陽の末裔』）
- 2016年「第5回アジア太平洋スターアワード 最優秀助演女優賞」（『太陽の末裔』）[54]
- 2016年「第1回Asia Artist Awards ドラマ部門ベストセレブリティ賞」（『太陽の末裔』）[55]
- 2017年「KBS演技大賞 優秀演技賞」（『サム、マイウェイ～恋の一発逆転！～』）[56]
- 2017年「KBS演技大賞 ネチズン賞」（『サム、マイウェイ～恋の一発逆転！』）
- 2017年「KBS演技大賞 ベストカップル賞」（『サム、マイウェイ～恋の一発逆転！』）

### ノミネート
- 2014年「Asia Rainbow TV Awards 最優秀助演女優賞」（『相続者たち』）
- 2016年「第5回アジア太平洋スターアワード ベストカップル賞」（『太陽の末裔』）[57]
- 2016年「Yahoo!アジアバズアワード アジア人気アーティスト賞」
- 2017年「KBS演技大賞 トップエクセレントアワード」（『サム、マイウェイ～恋の一発逆転！～』）
- 2019年「第12回コリアドラマアワード 優秀女優賞」（『アスダル年代記』）